# 칼라마타 올리브

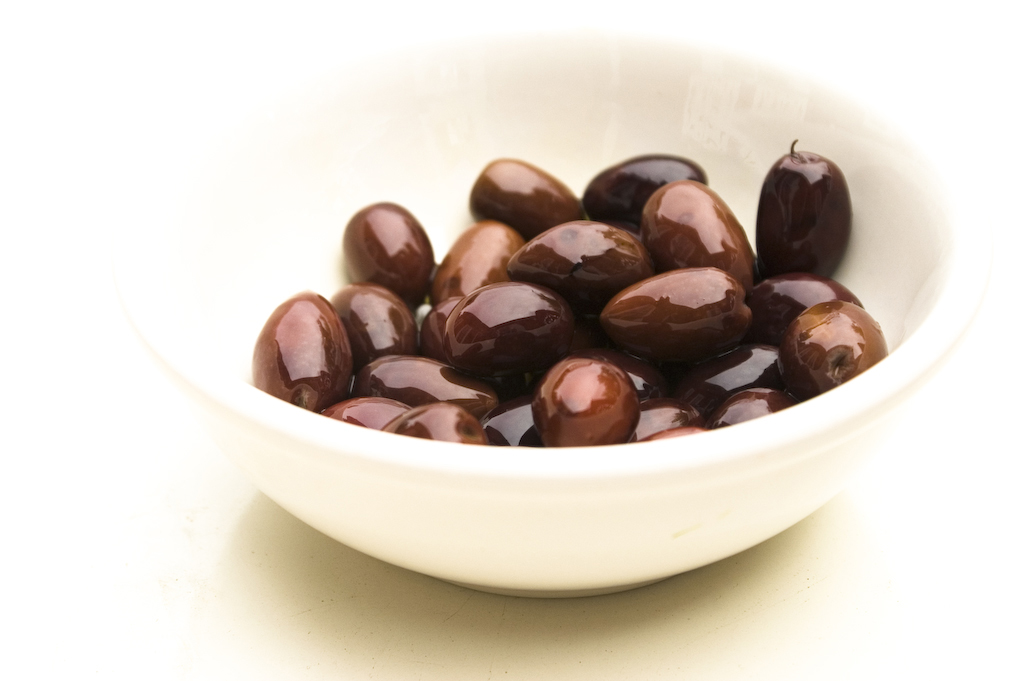
칼라마타 올리브가 담긴 그릇

칼라마타 올리브(Kalamata olive)는 크고 짙은 보라색의 올리브로, 부드럽고 육질이 풍부한 식감을 가지고 있으며, 그리스 남부 펠로폰네소스반도의 도시 칼라마타의 이름을 따서 명명되었다. 식용 올리브로 자주 사용되며, 일반적으로 포도주 식초 또는 올리브유에 절여 보존한다. 일반적으로 "칼라마타"라는 용어는 이러한 올리브가 재배되는 그리스의 한 지역을 법적으로 지칭하지만, 일부 국가(주로 미국과 유럽 연합 외부)에서는 그리스 외부를 포함하여 어디서든 재배된 이러한 올리브에 대해 이 이름을 사용한다. EU(및 PDO 협약 또는 유사 법률을 비준한 기타 국가) 내에서는 이 이름이 PDO 지위로 보호되며, 이는 이 이름이 칼라마타 주변 지역에서 생산된 올리브(및 올리브유)에만 사용될 수 있음을 의미한다. 다른 곳에서 재배된 동일 품종의 올리브는 EU 및 때로는 다른 곳에서 칼라몬 올리브로 판매된다.

## 설명

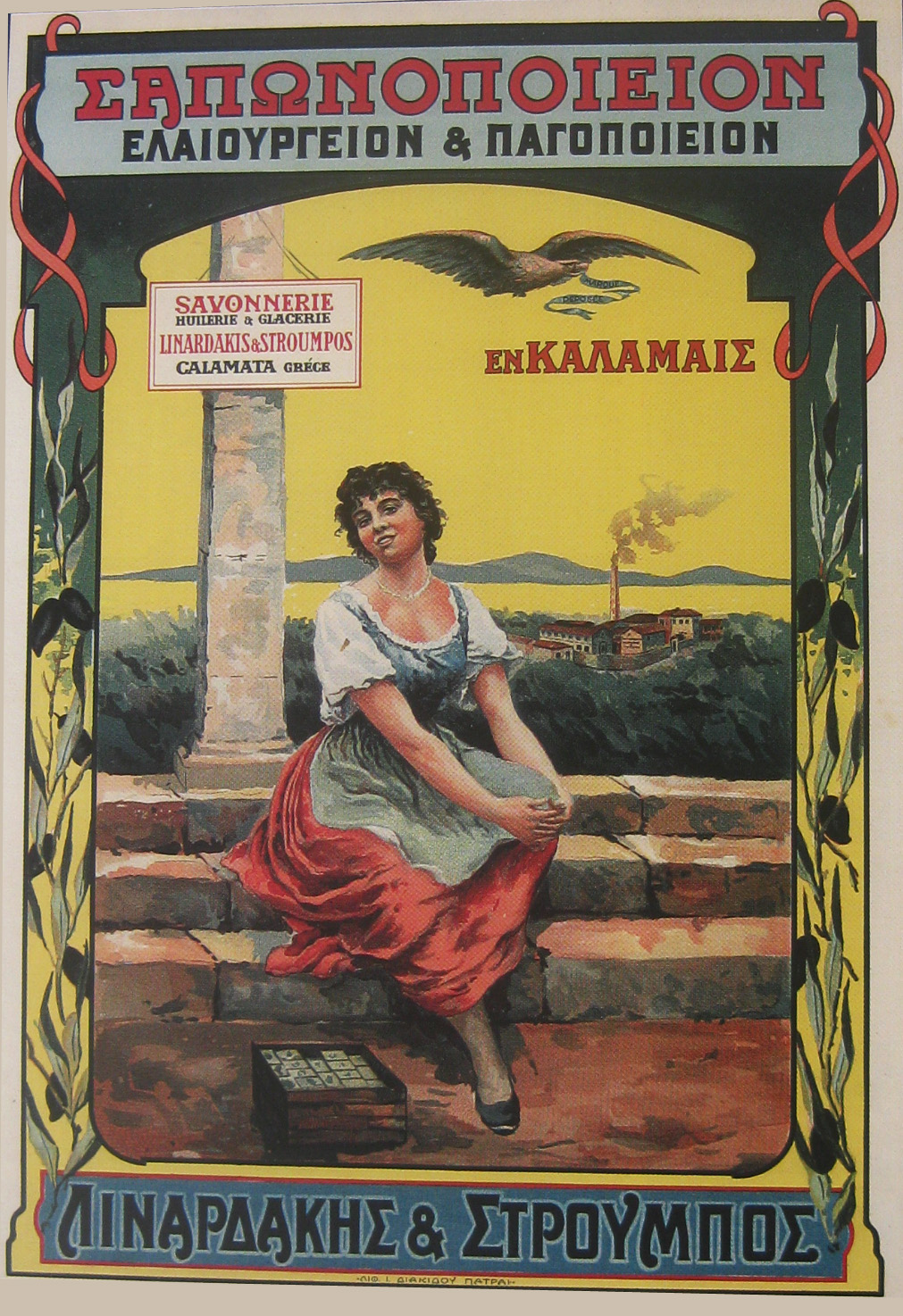
칼라마타 올리브 비누 제조를 위한 옛 광고

칼라마타 올리브는 원래 펠로폰네소스반도에 위치한 메세니아와 인근 라코니아를 포함하는 칼라마타 주변 지역에서 재배되었기 때문에 이렇게 명명되었다. 현재는 미국과 오스트레일리아를 포함한 전 세계 여러 곳에서 재배되고 있다. 이 올리브는 아몬드 모양의 통통하고 짙은 보라색 올리브로 일반 올리브와는 잎 크기가 다른 올리브 품종의 두 배에 달한다는 특징이 있는 나무에서 생산된다. 이 나무는 추위에 약하고 버티실륨 시듦병에 취약하지만, 올리브나무 혹병과 올리브 과실 파리에는 내성이 있다.
초록색으로는 수확할 수 없는 칼라마타 올리브는 멍이 들지 않도록 손으로 직접 따야 한다.

## 동의어
아에토니칼레아: 칼라마타 (옛: 칼라마이);

아에토니키: 그리스;

아에토니콜리아: 칼라마타, 파트라;

칼라마타: 아그리니오, 아이톨리코, 키프로스, 이즈니크, 칼라마타, 라코니아, 메시니, 펠로폰네소스반도, 스파르타, 웨스턴케이프주 (남아프리카 공화국), 캘리포니아주 (미국);

칼라마티아니: 그리스;

칼라몬: 캘리포니아주, 칼라마타, 크레타, 라코니아, 라미아, 메시니, 파트라, 펠로폰네소스반도, 튀니지, 웨스턴오스트레일리아주;

콘드롤리아: 칼라마타, 라코니아, 메시니, 파트라;

칼라마타 점보 및 칼라마타 타이니: 웨스턴오스트레일리아주;

칼라마티아니: 펠로폰네소스반도;

칼라몬: 그리스, 중화인민공화국, 키프로스, 크레타, 펠로폰네소스반도, 페루자 (이탈리아), 남아프리카 공화국;

카라콜리아: 그리스;

니카티: 칼라마타, 펠로폰네소스반도;

니카티 디 칼라마타: 아이톨리코, 칼라마타, 라코니아;

치겔리: 그리스;

카라무르셀 수 칼라마타: 부르사, 게브제, 골죽, 카라무르셀, 코자엘리, 마르마라 지역;

수 제이티니 (튀르키예).

## 준비
칼라마타 올리브를 준비하는 방법에는 긴 방법과 짧은 방법 두 가지가 있다. 짧은 방법은 물 또는 약한 고염수에 올리브를 담가 약 일주일 동안 매일 물을 갈아주면서 쓴맛을 제거한다. 쓴맛이 제거되면 고염수와 포도주 식초에 올리브유 한 겹과 레몬 조각을 함께 넣어 포장한다. 올리브는 가공 시간을 further 줄이기 위해 종종 칼집을 낸다. 긴 방법은 올리브에 칼집을 내고 강한 고염수에 최대 세 달 동안 넣어 쓴맛을 제거한다. 가공 후에도 일부 폴리페놀이 올리브에 남아 약간의 쓴맛을 낸다.